# Martin Jensen
Pour les articles homonymes, voir Jensen.
Martin Jensen, né le 2 octobre 1983 est un triathlète professionnel danois, vainqueur sur triathlon Ironman.

## Biographie
Martin Jensen se tourne vers le triathlon en 2004, après plusieurs années de participation à des compétitions de natation dans le cadre du programme national danois. Il connait rapidement plusieurs succès et notamment une médaille de bronze lors des championnats du monde de triathlon longue distance à Perth en Australie, cette même année il remporte le titre national en longue distance également. En 2010, il prend la 6e place au Wildflower triathlon derrière les triathlètes comme Rasmus Henning, Eneko Llanos et Michael Raelert notamment. Pour ses débuts sur distance ironman, il prend la seconde place de l'Ironman Louisville et participe au championnat du monde à Kona (Hawaï) ou il prend la 18e place.
En 2013, il remporte sa première victoire sur le circuit Ironman en prenant la première place de l'Ironman Japon et en surclassant largement ses concurrents avec une avance de plus de trente minutes sur le second, le Tchèque Petr Vabroušek.

## Palmarès
Le tableau présente les résultats les plus significatifs (podium) obtenus sur le circuit national et international de triathlon depuis 2008,.
| Année | Compétition                                        | Pays        | Position           | Temps           |
| ----- | -------------------------------------------------- | ----------- | ------------------ | --------------- |
| 2015  | Championnats du monde de triathlon longue distance | Suède       | Médaille d'argent  | 4 h 54 min 45 s |
| 2015  | Championnat du Danemark sprint                     | Danemark    | Médaille d'or      | 0 h 54 min 51 s |
| 2013  | Ironman Japon                                      | Japon       | Médaille d'or      | 8 h 47 min 53 s |
| 2013  | Ironman 70.3 Racine                                | États-Unis  | Médaille d'or      | 3 h 47 min 5 s  |
| 2013  | Championnats d'Europe moyenne distance             | Espagne     | Médaille d'argent  | 4 h 11 min 12 s |
| 2011  | Challenge Barcelona-Maresme                        | Espagne     | Médaille de bronze | Timing          |
| 2011  | Challenge Aarhus                                   | Danemark    | Médaille d'argent  | 3 h 49 min 10 s |
| 2011  | Ironman 70.3 Royaume-Uni                           | Royaume-Uni | Médaille de bronze | 4 h 27 min 18 s |
| 2011  | Challenge Fuerteventura                            | Espagne     | Médaille d'argent  | Timing          |
| 2010  | Ironman Louisville                                 | États-Unis  | Médaille d'argent  | 8 h 41 min 54 s |
| 2010  | Championnat d'Europe longue distance               | Espagne     | Médaille d'argent  | 5 h 37 min 0 s  |
| 2009  | Championnats du monde de triathlon longue distance | Australie   | Médaille de bronze | 3 h 49 min 33 s |
| 2009  | Championnat du Danemark longue distance            | Danemark    | Médaille d'or      | Timing          |
| 2008  | Championnats du monde de triathlon longue distance | Pays-Bas    | Médaille de bronze | 5 h 46 min 59 s |